# Tipula (Eumicrotipula) cyclomera
Tipula (Eumicrotipula) cyclomera is een tweevleugelige uit de familie langpootmuggen (Tipulidae). De soort komt voor in het Neotropisch gebied.